# 페냐 언덕

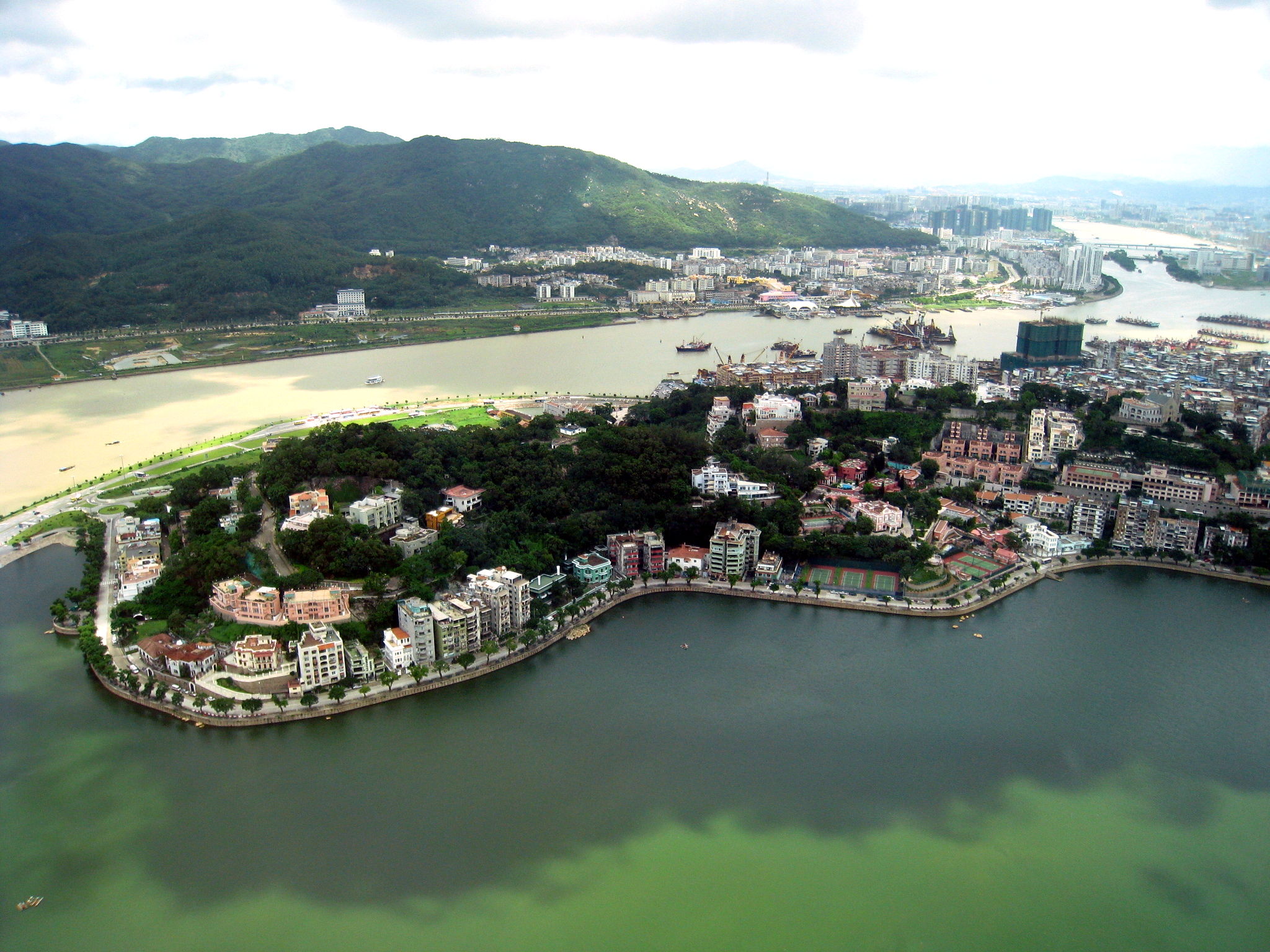
페냐 언덕

페냐 언덕 (Penha Hill, 포르투갈어: Colina da Penha), 광둥어로 사이몽정 산 (중국어: 西望洋山)은 마카오 상로렌수 당구에 자리한 작은 언덕이다. 해발고도는 62.7m에 불과하지만 마카오에서 세번째로 큰 산이기도 하다. 남서쪽으로는 바라 언덕 (媽閣山, Colina da Barra)과 접한다.
언덕배기에는 페냐 성당이 자리해 있다. 또 언덕 주변에 호텔과 가게, 레스토랑 등의 상가가 조성되어 있다.

## 명소
- 페냐 성당
- 페냐 요새
- 아마묘

## 같이 보기
- 마카오